# 甲氧苄啶
甲氧苄啶（Trimethoprim，TMP）為一種抗细菌药，主要用於治療泌尿道感染，其他用途包含治療中耳炎和旅行者腹瀉。本品可與複方新諾明及達普頌一起合用，治療愛滋病患者的肺囊蟲肺炎。甲氧苄啶屬於口服藥物
常見副作用包含惡心、味覺改變，以及紅疹，偶爾會造成血液中血小板或白血球不足。另有導致陽光過敏的案例。有證據顯示其他動物妊娠期用藥具有潛在風險，人體目前尚不清楚。其殺菌機制乃阻斷細菌體叶酸代謝，導致菌體死亡。
甲氧苄啶最早於1962年開始使用，現則列名於世界卫生组织基本药物标准清单，為基礎醫療體系必備藥品之一。本品屬於學名藥且價格低廉，在美國10天療程花費約為21美金。

## 外部連結
- Nucleic acid inhibitors[永久] (PDF)